# جون سكوت (سياسي أمريكي، مواليد 1824)
جون سكوت (بالإنجليزية: John Scott)‏ هو عسكري وشخصية أعمال ومحامي وسياسي أمريكي، ولد في 24 أبريل 1824 في مقاطعة جفرسون في الولايات المتحدة، وتوفي في 23 سبتمبر 1903 في دي موين في الولايات المتحدة. نشط حزبياً في الحزب الجمهوري. وقد انتخب عضو مجلس ولاية آيوا.